# Flanders Sports Arena
Flanders Sports Arena (în neerlandeză Topsporthal Vlaanderen) este o arenă acoperită multifuncțională din Gent, Belgia. Inaugurată în anul 2000, Flanders Sports Arena poate găzdui până la 5.000 de persoane în cadrul evenimentelor sportive.
A fost realizată printr-un parteneriat public-privat între guvernul flamand, Bloso, guvernul provinciei Flandra de Est, Flandra Expo și consiliul municipal din Gent. Locul de desfășurare este gestionat de agenția Sport Vlaanderen Gent.

## Facilități
Arena are 3.539 de locuri care, la nevoie, pot fi extinse la peste 5.000 de locuri. Acest spațiu dispune de o pistă fixă de atletism cu 6 culoare de 200 de metri. Zona centrală are o suprafață de 2150 m², care poate fi mărită la 3000 m². Este folosită pentru discipline atletice, cum ar fi sprintul de 60 de metri, săritura în înălțime, săritura în lungime, săritura cu prăjina și aruncarea greutății. În timpul iernii, accentul se pune în principal pe atletism. În plus, această locație este potrivită și pentru organizarea altor evenimente și competiții sportive importante.

## Evenimente
De când a fost inaugurată, în 2000, arena a găzduit reuniunea anuală Indoor Flandra, o competiție de atletism în sală. A găzduit Campionatul Mondial de Gimnastică Artistică din 2001, Campionatul European de Atletism în sală din 2000 și Campionatul European de Volei Feminin din 2023.